# 姬世
姬世（？—前15年），周子南君姬嘉五代孙，姬安之子。
西汉阳朔二年（前23年），姬世承袭为周承休侯。八年后（前15年），姬世去世，谥号为釐。其子姬党袭爵。